# Interpol EP
Interpol EP — третий мини-альбом американской пост-панк группы Interpol. Это был первый релиз Interpol от лейбла Matador Records, вместе с которым группа продолжила бо́льшую часть своего дальнейшего творчества. Interpol EP был выпущен 4 июня 2002 года в преддверии дебютного альбома группы.
В переписке с группой Interpol лейбл Matador Records около года откладывал предоставление ей места в студии для записи дебютного альбома. События сдвинулись с мёртвой точки, когда сопредседателю Matador Records очень понравилось несколько самостоятельных записей, присланных группой. Но лейблу нужно было знать реакцию публики на творчество Interpol, поэтому Matador Records выпустило мини-альбом Interpol EP, чтобы по реакции слушателей приступить к работе над первым полноценным альбомом группы — Turn on the Bright Lights.
Присутствующие на Interpol EP песни «PDA» и «NYC» вошли в состав Turn on the Bright Lights. Песня «Specialist» позже появилась в переиздании дебютного альбома в качестве бонус-трека.

## Отзывы и критика
Выпуск данного мини-альбома уже принёс группе Interpol маленькую долю того успеха, который она впоследствии заработала после выхода дебютного альбома. С отзывов о мини-альбоме музыкальные критики начинали ассоциировать Interpol с пост-панк группой Joy Division, что в дальнейшем перешло в очень частое сопоставление этих двух исполнителей.

От начала и до конца Interpol EP, настраиваясь на их первый полноценный альбом, стремится быть значительным, волнующим и великолепным. Каждое прослушивание раскрывает новые стороны, обаяние группы растёт по экспоненте. Единственное, к чему можно придраться в этом диске — он слишком короток, что само по себе соответствует первому закону шоу-бизнеса: всегда давай им хотеть больше. На этом раннем этапе трудно сказать, заключается ли успех этого мини-альбома в том, что здесь просто лишь наилучшие песни, какие может предложить Interpol. Но если парни смогут заключить контракт с самим Дьяволом и долить в тридцать минут столь сладкого нектара как этот ещё несколько миллиардов единиц и нулей, их души уж точно были бы маленькой ценой за такое.
Оригинальный текст (англ.)From start to finish, Interpol's EP in preparation for their first full-length effort is vast, moving, and brilliant. Each listen reveals new layers, the band's appeal growing exponentially. The only complaint that can be leveled at this disc is that it's just too short, which in itself fulfills the first law of show business: always leave them wanting more. At this early stage, it's hard to know whether or not the success of this EP is based on the premise that these are simply the best songs Interpol has to offer. But if the boys can eke out a bargain with Old Scratch himself and pour thirty more minutes of sweet nectar like this into a few billion ones and zeros, their souls would certainly be a small price to pay.
— Эрик Карр, из рецензии на Interpol EP сайта Pitchfork Media

## Список композиций
1. «PDA» — 5:02
2. «NYC» — 4:20
3. «Specialist» — 6:39

## Участники записи
Исполнители
- Пол Бэнкс — вокал, гитара;
- Дэниэл Кесслер (англ. Daniel Kessler) — гитара;
- Сэм Фогарино (англ. Sam Fogarino) — ударные;
- Карлос «Ди» Дэнглер (англ. Carlos Dengler) — бас-гитара.

Тексты песен
- «PDA», «NYC» — Interpol;
- «Specialist» — Сэм Фогарино.

Производство
- Питер Кэтис (англ. Peter Katis) — звукорежиссёр, микширование («PDA»);
- Гарет Джонс (англ. Gareth Jones) — микширование («NYC», «Specialist»);
- Кристиан Шаал — дизайн, фотографии.